# Veľké Bierovce
Veľké Bierovce (em húngaro: Nagybiróc) é um município da Eslováquia, situado no distrito de Trenčín, na região de Trenčín. Tem 4,91 km² de área e sua população em 2018 foi estimada em 709 habitantes.

## Demografia
| Ano:        | 1994 | 2004   | 2014    | 2024   |
| ----------- | ---- | ------ | ------- | ------ |
| Broj ljudi: | 605  | 604    | 678     | 701    |
| Razlika:    |      | -0,16% | +12,25% | +3,39% |

| Ano:               | 2023 | 2024   |
| ------------------ | ---- | ------ |
| Número de pessoas: | 697  | 701    |
| Diferença:         |      | +0,57% |